# Rayagada (huyện)
Huyện Rayagada là một huyện thuộc bang Odisha, Ấn Độ. Thủ phủ huyện Rayagada đóng ở Rayagada. Huyện Rayagada có diện tích 7585 ki lô mét vuông. Đến thời điểm năm 2001, huyện Rayagada có dân số 823019 người.